# Crónica de las Indias
Crónica de las Indias es el nombre de un libro de poemas publicado por el autor ecuatoriano Jorge Carrera Andrade en el año de 1965.

## Resumen
Este poemario fue publicado por el instituto de estudios hispánicos de Paris, cuando el autor regresó a Francia, después de su paso por Nicaragua que duraría cerca de un año y donde publicaría su anterior poemario "La floresta de los guacamayos".
En este libro empieza a desarrollarse el tema histórico en la obra de Carrera Andrade como también se vera en su libro escrito en prosa titulado El camino del sol. Su interés por la historia nace, según confesión del autor, por dar a conocer más la cultura de Ecuador cuya raíz se encuentra en la historia y sus orígenes mitológicos. La relación de Carrera Andrade con la naturaleza siempre fue panteísta por lo que para el la naturaleza juega un rol central en su producción literaria, esto sin embargo tiene su raíz en la concepción mitológica de la geografía, temática que explora a través de su historia. En Crónica de las indias, Carrera Andrade narra hechos como las expediciones navales del siglo XVI, o la búsqueda de El dorado. 

## Estructura
El libro es un poema que se estructura de la siguiente manera:
- Argumento del poema
- La expedición naval
- La marcha heroica
- El capacete de oro